# Missile balistico a raggio intermedio
Un missile balistico a raggio intermedio (descritto anche dalla sigla IRBM, dall'inglese intermediate-range ballistic missile) è un missile balistico che copre un raggio di 3.000-5.500 km, ponendosi quindi in una classificazione intermedia tra i missili balistici a medio raggio (MRBM) e i missili balistici intercontinentali (ICBM). La classificazione è eseguita principalmente per motivi di convenienza, dato che vi è poca differenza tra un ICBM a bassa efficienza e un IRBM ad alta efficienza. Questa classificazione è basata sugli standard della Missile Defense Agency, ma ne esistono altri che contemplano la definizione di un'altra classe di missili, i missili balistici a lungo raggio (LRBM), definiti tra gli IRBM e i ICBM.

## Alcuni esempi di missile IRBM
Operativi
- Agni III (3.500-5.000 km) -  India
- Jericho III (2.800 km) -  Israele

In sviluppo
- Ghauri-III (3.500 km) -  Pakistan
- Shaheen-III (4.500 km) -  Pakistan

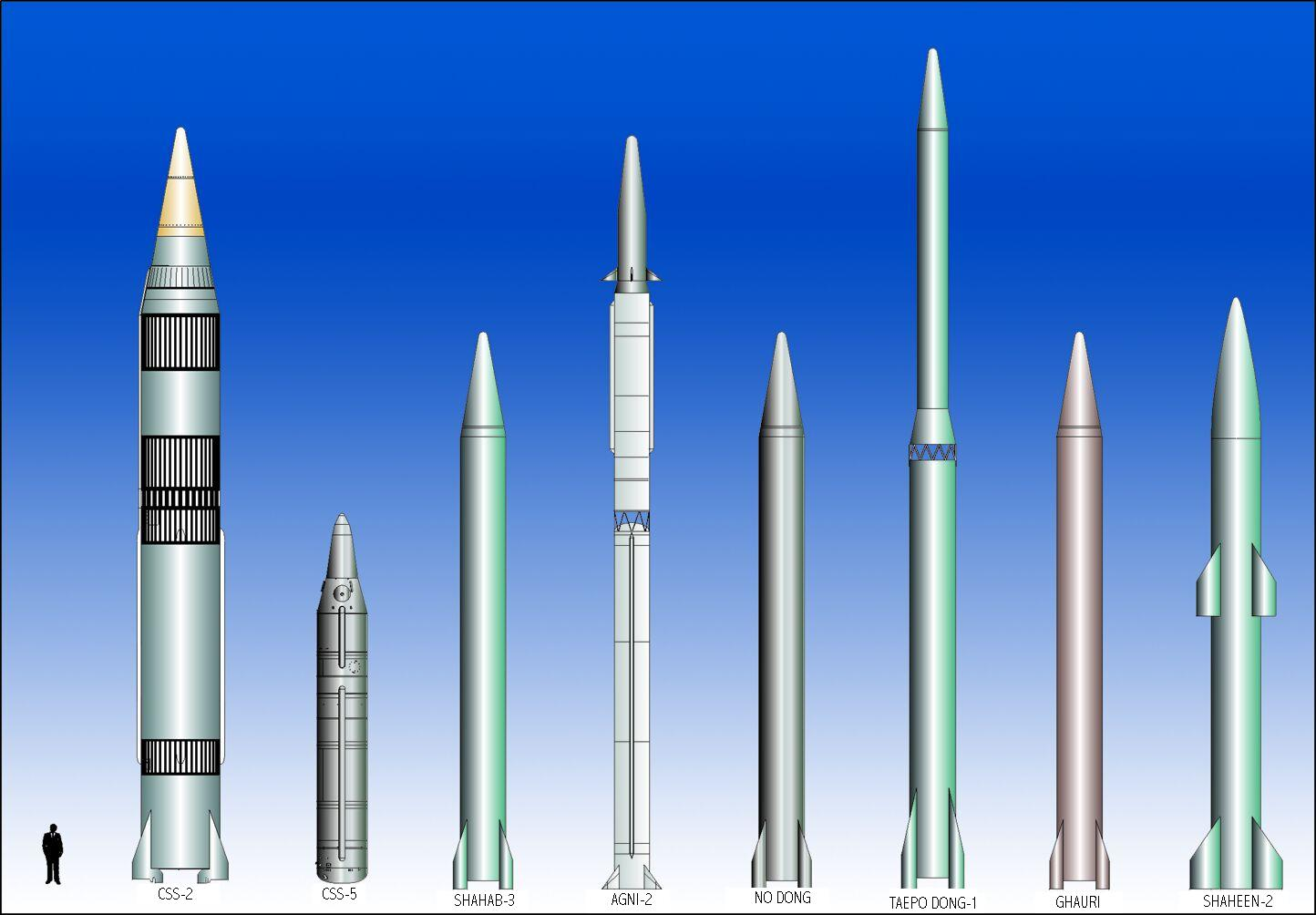
Confronto tra diversi MRBM e IRBM prodotti. Da sinistra a destra:
CSS-2 • CSS-5 • Shahab-3 • Agni 2 • No Dong • Taepo Dong-1 • Ghauri • Shaheen 2

- BM25 / Musudan (2.500-4.000 km) -  Corea del Nord
- Shahab-5 (4.000-5.000 km) -  Iran

Dismessi
- Dongfeng 3 (CSS-2) (2.500 km) -  Cina
- Dongfeng 4 (CSS-3) (4.000 km) -  Cina
- PGM-17 Thor (1.850-3.700 km)  Stati Uniti e  Regno Unito
- S2 (2.750 km)  Francia
- S3 (3.500 km)  Francia
- SS-20 Saber (RSD-10 "Pioner") (5.500 km) -  Unione Sovietica